# Mamry-tó
A Mamry-tó (lengyelül Mamry, németül Mauersee, óporoszul Maurow) Lengyelország második legnagyobb tava. Népszerű üdülőhely. 

## Földrajza
Lengyelország északkeleti részén, Varmia-mazúriai vajdaságban található. A Mazuri-tavakhoz tartozik. A Mamry-tó összeköttetésben áll a Pregolya folyóval és a Balti-tengerrel a – használaton kívüli – Mazúriai-csatornán át.
A 104 km² területű tó összesen hat, egymással összefüggő kisebb tóból áll, ezek nevei a következők: Mamry, Kirsajty, Kisajno, Dargin, Święcajty és Dobskie. A tavon 33 sziget van, ezek összterülete 213 hektár. A szigetek egy része madárrezervátum.
A tó melletti legnagyobb települések Giżycko (29 642 fő, 2016) és Węgorzewo (11 438 fő, 2017).

## Fordítás
Ez a szócikk részben vagy egészben  a   Lake Mamry című angol Wikipédia-szócikk ezen változatának fordításán alapul.  Az eredeti cikk szerkesztőit annak laptörténete sorolja fel. Ez a jelzés csupán a megfogalmazás eredetét és a szerzői jogokat jelzi, nem szolgál a cikkben szereplő információk forrásmegjelöléseként.